# Michał Gawałkiewicz

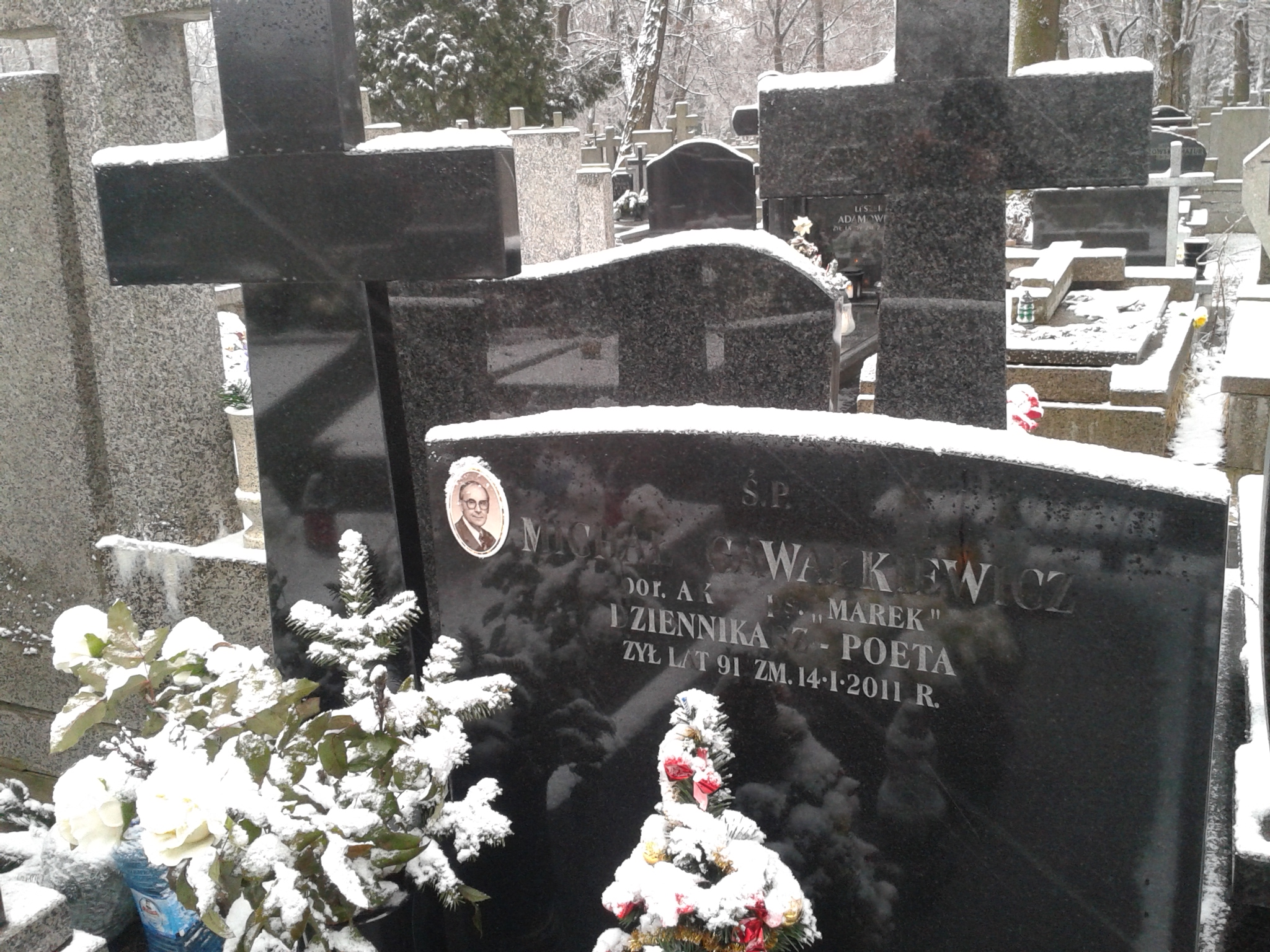
Grób Michała Gawałkiewicza na cmentarzu Bródnowskim

Michał Gawałkiewicz (ur. 28 kwietnia 1919 w Warszawie, zm. 14 stycznia 2011 tamże) – polski dziennikarz, fotografik, poeta, varsavianista, w czasie II wojny światowej żołnierz 5 Rejonu VI Obwodu Praga ps. Marek, uczestnik powstania warszawskiego.

## Życiorys
Urodził się na warszawskiej Pradze jako syn Michała i Malwiny Urbanowicz. Ukończył gimnazjum dla pracujących. Ojciec pracował w warsztatach kolejowych, miał też 2 braci. W 1939 nie dotarł do swojej jednostki wojskowej i powrócił do pracy na kolei. W 1942 wstąpił do konspiracji i pracował dla wywiadu. Uczestniczył w powstaniu warszawskim na Pradze. Po powstaniu ujęty przez Niemców i do kwietnia 1945 w obozie pracy w Niemczech.
W 1946 zapisał się do Wyższej Szkoły Dziennikarskiej. Po wojnie pracował w „Życiu Warszawy”, „Stolicy” (1978–1989) i „Panoramie Północy”. Wydał kilka książek, w tym cztery zbiory poezji. Laureat konkursu World Press Photo.
Był współorganizatorem i pierwszym przewodniczącym Stowarzyszenia Polaków Eksploatowanych przez III Rzeszę, a także działaczem Stowarzyszenia Dziennikarzy Rzeczypospolitej Polskiej i kombatanckim 5 Rejonu VI Obwodu Praga.
Odznaczony Krzyżem Oficerskim i Kawalerskim Orderu Odrodzenia Polski, Złotym, Srebrnym Krzyżem Zasługi, Medalem 10-lecia Polski Ludowej, Medalem 30-lecia Polski Ludowej, Medalem 40-lecia Polski Ludowej, Srebrnym i Brązowym Medalem „Za zasługi dla obronności kraju”, Krzyżem Armii Krajowej, Krzyżem Powstania Warszawskiego, Krzyżem Partyzanckim, Medalem za Warszawę 1939-1945, Odznaką „Zasłużony Działacz Kultury” oraz wieloma innymi.
Pochowany został 19 stycznia 2011 na cmentarzu Bródnowskim (kwatera 6E-4-29).